# Petru Godja
Petru Godja (n. 3 ianuarie 1945, com. Ferești, județul Maramureș) este un politician român, fost membru al Parlamentului României în legislaturile 1996-2000 pe listele PDSR, 2000-2004 pe listele PDSR și PSD și 2004-2008 pe listele PSD. În cadrul activității sale parlamentare, în legislatura 1996-2000, Petru Godja a fost membru în grupurile parlamentare de prietenie cu Republica Guineea și Canada; în legislatura 2000-2004 a fost membru în grupurile parlamentare de prietenie cu Republica Polonǎ și Republica Panama iar în legislatura 2004-2008 a fost membru în grupurile parlamentare de prietenie cu Ucraina, Malaezia și Ungaria.   
Conform biografiei sale, Petru Godja a fost membru al PCR în perioada 1969-1989. 